# 38 Aquarii
38 Aquarii, som är stjärnans Flamsteed-beteckning, är en ensam stjärna belägen i den mellersta delen av stjärnbilden Vattumannen. Den har också Bayer-beteckningen e Aquarii. Den har en skenbar magnitud på 5,43  och är svagt synlig för blotta ögat där ljusföroreningar ej förekommer. Baserat på parallaxmätning inom Hipparcosuppdraget på ca 7,3 mas, beräknas den befinna sig på ett avstånd på ca 450 ljusår (ca 138 parsek) från solen. Den rör sig bort från solen med en heliocentrisk radialhastighet på ca 1,5 km/s.

## Egenskaper
38 Aquarii är en blå till vit jättestjärna av spektralklass B5 III. Den har en radie som är ca 5,6 gånger större än solens och utsänder från dess fotosfär ca 220 gånger mera energi än solen vid en effektiv temperatur av ca 13 900 K.